# Durin Rugun
Durin Rugun is een dorp in het regentschap Karo van de provincie Noord-Sumatra, Indonesië. Durin Rugun telt 280 inwoners (volkstelling 2010).